# Poreč Trophy 2010
Il Poreč Trophy 2010, ventiseiesima edizione della corsa, valido come evento dell'UCI Europe Tour 2010 categoria 1.2, si svolse il 14 marzo 2010 su un percorso totale di circa 146 km. Fu vinto dallo sloveno Matej Gnezda, che terminò la gara in 3h22'02" alla media di 41,314 km/h.
Alla partenza erano presenti 153 ciclisti dei quali 122 portarono a termine il percorso.

## Ordine d'arrivo (Top 10)
| Pos. | Corridore           | Squadra       | Tempo    |
| ---- | ------------------- | ------------- | -------- |
| 1    | Matej Gnezda        | Adria Mobil   | 3h22'02" |
| 2    | Radoslav Rogina     | Loborika      | s.t.     |
| 3    | Matej Stare         | Sava          | s.t.     |
| 4    | František Klouček   | PSK Whirlpool | s.t.     |
| 5    | Tino Meier          | LKT-Brandenb. | s.t.     |
| 6    | Niki Østergaard     | Glud & Marst. | s.t.     |
| 7    | Christian Jørgensen | Glud & Marst. | s.t.     |
| 8    | Harald Totschnig    | Tyrol Team    | s.t.     |
| 9    | Masaaki Kikuchi     | Nippo         | s.t.     |
| 10   | Vladimir Kerkez     | Sava          | s.t.     |